# القطرية للأقمار الصناعية
سهيل 1 هو قمر صناعي قطري تم إطلاقه إلى الفضاء في 29 أغسطس/آب عام 2013 من قاعدة كورو في مستعمرة غويانا الفرنسية على متن الصاروخ أريان 5، من الميناء الفضائي الأوروبي، ليكون أول الأقمار الصناعية القطرية، وتبعه لاحقاً سهيل 2 عام 2018.
ونقلت وكالة الأنباء القطرية الرسمية اكتمال نقل القمر الصناعي القطري يوم الأربعاء 28 آب 2013 إلى موقع الإطلاق المقرر أن يجري منتصف الليل بتوقيت مكة المكرمة.
عقدت اتفاقية شراكة بين المجلس الأعلى للاتصالات وتكنولوجيا المعلومات ويوتلسات الفرنسية. سيقع القمر عند الموقع المدارى 25.5 درجة شرقاً. بدأ العمل على تجهيز القمر الصناعي منتصف 2010 وكان إطلاقه في شهر أغسطس 2013 ودخوله الخدمة في 18 ديسمبر من نفس العام. ستكون سوق القنوات التلفزيونية أكثر القطاعات استفادة من خدمات القمر الجديد.
وكانت دولة قطر المالكة للقمر «سهيل 1» قد وقعت اتفاقية شراكة مع المؤسسة العربية للاتصالات الفضائية (عرب سات) تقضي بالبث على نفس مدار القمر عرب سات 26 درجة شرقا بما يتيح لمستقبلي عرب سات استقبال قنوات «سهيل سات».

## المشروع
الشركة القطرية للأقمار الصناعية التي تأسست عام 2007 لإطلاق وتشغيل الأقمار الصناعية وتقديم خدمات البث التلفزيوني وخدمات الاتصالات للقطاع الحكومي والخاص، تعاقدت مع شركة «سبيس سيستمز لورال» الأميركية لبناء القمر «سهيل 1» الذي استغرقت عملية بنائه نحو ثلاث سنوات بوزن ستة أطنان.
المشروع هو شراكة بين المجلس الأعلى للاتصالات وتكنولوجيا المعلومات القطري وشركة يوتلسات الفرنسية للاتصالات. التكلفة الإجمالية للمشروع تتجاوز 300 مليون دولار، وتتجاوز حصة قطر في القمر أكثر من 50 بالمائة. تتولى مهام تسييره الشركة القطرية للأقمار الصناعية حديثة النشأة.

## التسمية
اسم القمر مستلهم من نجم سهيل، وأسهيل هو النطق السائد للنجم بين العامة، المعروف عند العرب، حيث كانوا يستدلون عليه المزارعين بمعرفة موسم الخضرة وقدوم الأمطار فيحرثون زرعهم، ويستدل عليه الملاحون في الصحراء لمعرفة الاتجاهات وغيره وهو من ألمع النجوم في السماء.

## أحدث التقنيات
وأكد رئيس تحرير صحيفة «العرب» القطرية أن تفوقاً واضحاً في الخدمات سيشهده الجمهور المتلقي لخدمات «سهيل سات» مقارنة بالأقمار العربية الأقدم «نايل سات» و«عرب سات» نظراً لاعتماده أحدث التقنيات في مجالات البث الفضائي والاتصالات وخدمات الإنترنت، وذلك ضمن خطة «قطر 2030».
واعتبر أن القمر «سهيل 1» سيكون عاملاً داعماً لزيادة قدرات الاتصال من خلال البث بصيغة فائقة الجودة وثلاثية الأبعاد وتلبية مطالب وسائل الاتصالات الفائقة التقنية.
وقال علي بن أحمد الكواري الرئيس التنفيذي للشركة القطرية للأقمار الصناعية على الموقع الرسمي إن القمر الصناعي «سيعزز خدمات الاتصالات والإنترنت والبث التليفزيوني ووصولها إلى أماكن نائية»، مشدداً على أن الأولوية في البث التلفزيوني ستكون لتلفزيون قطر.
وسيتوفر على القمر أكثر من 170 قناة بتقنية عالية الجودة.

## مقاومة التشويش
وأضاف رئيس «سهيل سات» أنه تم استخدام تقنية مقاومة للتشويش في عملية تصنيع القمر «سهيل 1» «تمكن مشغليه من معرفة مكان مصدر التشويش في نفس وقت بدء التشويش بما يضمن تقليص عمليات التشويش إلى الحد الأدنى».

## اختصاصاته
ينتظر أن يكون سهيل 1 متعدد المهام، كالاستجابة لمتطلبات تطبيقات أنظمة البث والاتصالات التي تشهد تطوراً ونمواً متسارعين في الشرق الأوسط وشمال أفريقيا بما في ذلك بث الفيديو والاتصالات الخاصة بالمشاريع والمؤسسات والخدمات الحكومية، كما ستكون سوق القنوات التلفزيونية أكثر القطاعات استفادة من خدمة يوتلسات المباشرة للمنازل والمكونة حالياً من 13 مليون منزل مجهزة لاستقبال البث المباشر عبر الأقمار الصناعية.

## سبب إطلاقه

تغطية قمر سهيل سات.

- فكرة امتلاك قطر لقمر صناعي لأجل ضمان خطط طموحة لاستقلالية تقديم خدمات الإعلام الهادف، وأن يكون لقطر السيطرة على البث الفضائي لقنواتها بعيداً عن المضايقات.
- وأضاف رئيس سهيل سات أنه تم استخدام تقنية مقاومة للتشويش في عملية تصنيع القمر سهيل 1، «تمكن مشغليه من معرفة مكان مصدر التشويش في نفس وقت بدء التشويش بما يضمن تقليص عمليات التشويش إلى الحد الأدنى».[7]
- قال علي بن أحمد الكواري الرئيس التنفيذي للشركة القطرية للأقمار الصناعية على الموقع الرسمي إن القمر الصناعي «سيعزز خدمات الاتصالات والإنترنت والبث التليفزيوني ووصولها إلى أماكن نائية»، مشدداً على أن الأولوية في البث التلفزيوني ستكون لتلفزيون قطر الرسمي.[8]

## ميزاته
سيبث مهامه من القمر الصناعي Eutelsat's EuroBird 2 والموجود حالياً على الموقع المداري 25.5 شرقاً. وبجانب توفيره حزم Ku-band التكميلية وقدرته الفائقة في المرونة التشغيلية والتغطية المتميزة عبر منطقة الشرق الأوسط وشمال أفريقيا وآسيا الوسطى، سيقدم القمر سهيل 1 إمكانيات جديدة لحزم Ku-band مما سيفتح أفاقاً جديدة للاستثمار ولقطاع الأعمال.
واعتبر أن القمر سهيل 1 سيكون عاملاً داعماً لزيادة قدرات الاتصال من خلال البث بصيغة فائقة الجودة وثلاثية الأبعاد وتلبية مطالب وسائل الاتصالات الفائقة التقنية.

## سعات قمرية
يضم سهيل 1 وفق الموقع الإلكتروني ثماني سعات قمرية بطاقة تبلغ 140 قناة بتقنية عادية الجودة و30 قناة بتقنية عالية الجودة.

## قائمة التّردّدات
10730 أفقي 30000 DVB-S/QPSK سهيل سات 2
📺قناة الشرق El Sharq
📺قناة الرافدين Al Rafidain TV
📺قناة قطر اليوم Qatar Today
📺التلفزيون العربي Al Araby HD
📺التلفزيون العربي Al Araby
📺قناة مكملين Mekameleen TV
📺قناة البوادي Al-Bawadi
📺قناة الريان Al Rayyan
📻إذاعة صوت الريان Al Rayyan Radio
📻إذاعة صوت الإسلام من الدوحة
10771 عمودي 27500 DVB-S2/8PSK سهيل سات 2
📺تلفزيون قطر Qatar TV HD
📺قناة الكأس الأولى Alkass One HD
📺قناة الكأس الثّانية Alkass Two HD
📺قناة الكأس الرّابعة Alkass Four HD
📻إذاعة صوت الخليج 2
📻إذاعة صوت الخليج 3
📻إذاعة صوت الخليج 4
📻إذاعة صوت الخليج أوروبا
📻الإذاعة القطرية
📻إذاعة قطر للقرآن الكريم
📻إذاعة أوركس القطرية
📻إذاعة كي بي اس القطرية
📻إذاعة الأردية القطرية
10850 أفقي 27500 DVB-S2/8PSK سهيل سات 2
📺فوكس حياة عربية Fox Life Arabia HD مُشَفّر
📺فوكس جريمة Fox Crime HD مُشَفَّر
📺فوكس جريمة العربية Fox Crime Arabia HD مُشَفَّر
11045 أفقي 27500 DVB-S2/8PSK سهيل سات 1
📺قناة الجزيرة Al Jazeera HD
📺الجزيرة مباشر Al Jazeera Mubasher HD
📺الجزيرة الانجليزية Al Jazeera English HD
📺الجزيرة الوثائقية Al Jazeera Documentary HD
📺الجزيرة مباشر 2 Al Jazeera Mubasher 2 HD
📺قناة الريان Al Rayyan HD
📺قناة الريان القديم Al Rayyan Al Qadeem HD
📻إذاعة صوت الريان Al Rayyan Radio
📻إذاعة صوت الإسلام من الدوحة
11064 عمودي 27500 DVB-S2/8PSK سهيل سات 1
بي بي سي إيرث BBC Earth HD
سي بي إس رياليتي CBS Reality
إيه إم سي AMC